# Arroyo Pindaití
Arroyo Pindaití är ett periodiskt vattendrag i Argentina.   Det ligger i provinsen Misiones, i den nordöstra delen av landet, 900 kilometer norr om huvudstaden Buenos Aires.
Omgivningen kring Arroyo Pindaití består huvudsakligen av våtmarker och området är ganska glesbefolkat, med 23 invånare per kvadratkilometer.